# Inschallah (Roman)
Inschallah (Originaltitel: Insciallah, deutsche Bedeutung: so Gott will)  ist ein Roman der italienischen Journalistin und Schriftstellerin Oriana Fallaci. Der Roman thematisiert den Einsatz des italienischen Kontingents der multinationalen Streitkräfte während des Libanesischen Bürgerkriegs im Zeitraum von Ende 1983 bis Anfang 1984. Den Hintergrund der Handlung bilden das Massaker von Sabra und Schatila sowie der Anschlag auf den US-Stützpunkt in Beirut 1983 und das Hauptquartier der französischen Fallschirmjäger im Oktober 1983.

## Handlung
Die italienischen Streitkräfte sind im Süden Beiruts stationiert und mit dem Schutz der Einwohner der palästinensischen Flüchtlingslager Sabra und Shatila betraut, die ein Jahr zuvor Opfer eines Massakers wurden. Am 23. Oktober 1983 sprengen sich zwei Selbstmordattentäter mit sprengstoffgefüllten LKW im Hauptquartier der US-Marines sowie im Stützpunkt der französischen Fallschirmjäger in die Luft. Im Buch wird für den Doppelanschlag die schiitische Hisbollah verantwortlich gemacht. 
Den Sprengstoff für die Anschläge habe die syrische Regierung bereitgestellt. Nachdem das amerikanische Kontingent stark dezimiert ist und die französischen Einheiten nach und nach abziehen, befindet sich das italienische Kontingent schnell auf verlorenem Posten und ist gezwungen auf eigene Faust, die Kriegsparteien zu trennen und die Einwohner der Flüchtlingslager zu schützen. Am Weihnachtstag 1983 bricht eine Schlacht zwischen den Regierungstruppen und der schiitischen Amal-Miliz aus, die den Süden der Stadt kontrolliert. Dabei geraten die italienischen Truppen zwischen die Fronten.

## Handelnde Personen
Der Roman behandelt ausgiebig die Wesenszüge der handelnden Figuren und ihre Beweggründe, sich zur Armee zu melden und sich nach Beirut versetzen zu lassen. Viele Soldaten haben in Beirut ihre idealistischen Motive verloren und vertreten pazifistische Positionen.
- Angelo – ein Fallschirmjäger und grüblerischer ehemaliger Mathematikstudent. In dem ihn umgebenden Chaos sucht er die „Formel des Lebens“, glaubt anhand der Boltzmann´schen Entropie jedoch nur die Formel für Chaos und Tod beweisen zu können. Er trägt deutliche Züge von Fallacis Lebensgefährten Alekos Panagoulis.
- Charlie – ein Agentenführer, der Lawrence von Arabien nacheifern möchte, jedoch resigniert feststellen muss, dass seine machiavellistischen Winkelzüge wirkungslos bleiben, weil sich keiner seiner Informanten und keine Kriegspartei an  die ausgehandelten Abmachungen seiner Geheimverhandlungen hält und es ihm nicht gelingt, seine Kameraden und die Einwohner Beiruts zu schützen.
- Der Kondor – der General der italienischen Truppen. Ein übermäßig stolzer und autoritärer Mann, der versucht, Ordnung in das Chaos des Bürgerkriegs zu bringen. Das Einsehen seines Scheiterns verletzt seinen Stolz aufs Äußerste.
- Verrücktes Pferd – ein aristokratischer Oberst, der stets mit Monokel und Reitgerte auftritt und lateinische Sentenzen zum Besten gibt.
- Ninette – eine reiche christliche Libanesin, die Angelo begehrt und ein dunkles Geheimnis hütet.
- Khalid – genannt „Passe-partout“, ein 14-jähriger Kindersoldat und Mörder.

## Ausgaben
- Oriana Fallaci: Insciallah. Romanzo. Rizzoli, Mailand 1990, ISBN 88-17-85374-7. 
  - deutsch: Inschallah. Roman. aus dem Italienischen übersetzt von Moshe Kahn. Dtv, München 1994, ISBN 3-423-11806-7.